# مارتن كارفاليو
مارتن كارفاليو هو لاعب كرة قدم برازيلي في مركز الهجوم، ولد في 11 مارس 1985 في بورتو أليغري في البرازيل. لعب مع نادي إنترناسيونال ونادي فاسكو دا غاما ونادي ماريتيمو.